# Relación VEF1/CVF
El cociente VEF1/FCV es una de las tres variables espirométricas más importantes que se emplean en la práctica clínica y que nos permite disponer de casi toda la información necesaria para interpretar una espirometría

## Definición
Es la relación entre Volumen Espiratorio forzado el primer segundo (FEV1 o VEMS) y la Capacidad Vital Forzada (FVC).
Puede expresarse en valor absoluto o porcentual (FEV1%). No debe ser confundido con el índice de tiffeneau, dado que en circunstancias patológicas la FVC puede ser inferior a la VC debido al colapso dinámico de la vía aérea. En condiciones normales el FEV1 representa alrededor del 80% de la FVC (se considera normal >70% y varía con la edad). Esto quiere decir, que durante el primer segundo de la espiración forzada de la FVC, el volumen de aire espirado corresponde al 80% del total que existía en los pulmones. Valores menores a ese porcentaje, indican una posible enfermedad obstructiva, como pueden ser el EPOC, asma o la enfermedad de limitación crónica del flujo aéreo, que pueden conducir a otras patologías como la acidosis respiratoria, o la hipercapnia que a su vez genera estados hipóxicos.
También tiene utilidad ver el índice VEF1/CVF después de tratamiento con bronco dilatadores, ya que en la Enfermedad pulmonar obstructiva crónica (EPOC) no se es posible ver una corrección de esta relación, mientras que en el asma se puede ver una normalización de la relación, siendo imprescindible para el diagnóstico de estas enfermedades.

## Interpretación de los posibles resultados obtenidos
Tras realizar la prueba espirométrica forzada, mediante el análisis de los resultados obtenidos, se pueden diagnosticar diferentes patologías pulmonares.

## FEV1/FVC
- (resultado por debajo de 80%). Mirar FEV1:
  - (Si la FEV1 da normal) El paciente tiene un patrón obstructivo leve. Sería el caso de una persona muy alta (gran capacidad vital)
  - (Si la FEV1 da reducida). Mirar la FVC:
    - (Si la FVC da normal) El paciente tiene un patrón obstructivo.
    - (Si la FVC da reducida) El paciente tiene un patrón mixto.

- (resultado normal. 80%). Mirar la FVC:
  - (Si la FVC da normal) Es normal.
  - (Si la FVC da reducida). Mirar la FEV1:
    - (Si la FEV1 da normal): el paciente tiene un patrón mixto.
    - (Si la FEV1 da reducida): el paciente tiene un patrón restrictivo.

- Datos: Q1988796